# Gypsophila tubulosa
Gypsophila tubulosa là loài thực vật có hoa thuộc họ Cẩm chướng. Loài này được (Jaub. & Spach) Boiss. mô tả khoa học đầu tiên năm 1843.